# Zeuchfeld
Zeuchfeld is een stadsdeel van de Duitse stad Freyburg (Unstrut) in de Burgenlandkreis in Saksen-Anhalt. Het stadsdeel ligt tussen Halle (Saale) en Weimar. Op 1 juli 2009 werd de tot dan toe zelfstandige gemeente onderdeel van Freyburg (Unstrut).